# Richard Hermer
Richard Simon Hermer, né en septembre 1968, est un homme politique membre du Parti travailliste et avocat britannique.
Depuis le 5 juillet 2024, il est le Procureur général pour l’Angleterre et le Pays de Galles ainsi que l'Avocat général pour l'Irlande du Nord dans le gouvernement Starmer.

## Biographie
Hermer est né et grandit au Pays de Galles, où il fréquente le lycée de Cardiff. Il étudie la politique et l'histoire moderne à l'université de Manchester.
Il est admis au barreau en octobre 1993 et nommé conseiller du roi en 2009.
En novembre 2019, Hermer est nommé juge adjoint à la Haute Cour à la suite d'un concours ouvert par la Commission des nominations judiciaires.
Il fait un don de 5 000 £ à la campagne de Keir Starmer lors de l'élection à la direction du Parti travailliste en 2020.
Le 5 juillet 2024, Richard Hermer est devient procureur général auprès du Premier ministre Keir Starmer, succédant ainsi à Victoria Prentis. Sa nomination à ce poste a été qualifiée de surprise,,, puisque la députée travailliste Emily Thornberry avait fait partie du cabinet fantôme Starmer en tant que Procureure général du cabinet fantôme,. Il est fait pair à vie le 18 juillet 2024.

## Vie privée
Hermer est juif, fan des équipes du Rugby à XV galloises et père de famille.